# Fremineavia berkeleyi
Fremineavia berkeleyi är en svampart som först beskrevs av Augusto Napoleone Berlese, och fick sitt nu gällande namn av Nieuwl. 1916. Fremineavia berkeleyi ingår i släktet Fremineavia och familjen Melanconidaceae.   Inga underarter finns listade i Catalogue of Life.